# Habibur Rehman
Habibur Rehman (1925.) je bivši pakistanski hokejaš na travi.
Nastupio je na hokejaškom turniru na Olimpijskim igrama 1952. u Helsinkiju je igrao za Pakistan, koji je osvojio 4. mjesto.
Na hokejaškom turniru na Olimpijskim igrama 1956. u Melbourneu je igrao za Pakistan, koji je osvojio srebrno odličje. Bio je strijelcem na utakmici u poluzavršnici protiv Ujedinjenog Kraljevstva, koja je ostala 3:2.

## Vanjske poveznice
- Profil na Sports Reference.com  Arhivirana inačica izvorne stranice od 31. kolovoza 2009. (Wayback Machine)